# La cugina Bette (film 1998)
La cugina Bette (Cousin Bette) è un film del 1998 diretto da Des McAnuff.
Il soggetto è tratto dall'omonimo romanzo di Honoré de Balzac.

## Trama
Bette vive in un povero appartamento nella periferia parigina ed è costantemente sottoposta alle angherie della vita, invidiando la bella e dolce cugina Adeline che, grazie ad un matrimonio vantaggioso, è diventata baronessa e la cui famiglia non manca occasione per far pesare a Bette la propria superiorità sociale. Bette è da anni innamorata del barone Hector, marito della cugina, e alla morte della donna spera di prendere il suo posto, ma il barone dopo un discorso toccante le chiede di diventare la governante della casa e della figlia adolescente Hortense. Seppur umiliata dalle parole del Barone, Bette accetta l'incarico. Oltre a questa incombenza, Bette è sarta e costumista in un teatro, dove si guadagna l'amicizia di Jenny, cantante e ballerina nonché abile cortigiana, amante del ricco Cesar Crevel. Bette cerca di colmare le sue amarezze accudendo il suo vicino di casa, l'artista Wenceslas, che ha salvato dal suicidio.
A poco a poco Bette si innamora dell'uomo e cerca di aiutarlo. Incuriosita dall'insolita allegria di Bette, Hortense cerca di capirne il motivo, e una volta visto Wenceslas, cerca di conoscerlo, acquistando una delle sue sculture. I due ragazzi si innamorano subito e Hortense è fin troppo compiaciuta di aver sottratto l'innamorato a Bette, trattandola con disprezzo e comunicandole il matrimonio imminente tra lei e Wenceslas. Inoltre Jenny, che cerca di spingere Bette a curarsi di più come donna usando le arti femminili, racconta dei pettegolezzi a Bette proprio su Wenceslas. L'ennesima umiliazione è troppo per Bette, che decide di vendicarsi di tutti coloro che hanno maltrattata.
Al matrimonio di Hortense e Wenceslas la donna riesce a fare in modo che Jenny accetti la corte di Hector e diventi al tempo stesso l'amante di Wenceslas, cosa che la donna fa prontamente, ammaliata dalla bellezza del ragazzo. Hector, già pieno di debiti, ne contrae altri per fare regali costosi alla sua amante, indebitandosi con Crevel, che diventa furibondo. La famiglia è sul lastrico e Wenceslas, che si è subito adattato alla vita dissoluta della sua nuova famiglia, passa il tempo tra i divertimenti e la sua amante, al punto di trascurare il suo lavoro. Il giorno dell'inaugurazione della statua commemorativa è un disastro, in quanto l'opera è stata realizzata solo a metà. Il tracollo finanziario è assicurato e a nulla valgono le intercessioni di Hortense a Crevel. Dopo che Crevel uccide il giovane in duello, Hortense muore di crepacuore. Ora la vendetta di Bette è completa: la donna che decide di prendersi cura di Hector che, povero e ammalato, ha solo lei al mondo, e del figlio di Hortense e Wenceslas, ormai orfano.

## Distribuzione
Negli Stati Uniti il film è uscito nelle sale cinematografiche il 12 giugno 1998. In Italia, invece, è uscito con un anno di ritardo, il 16 luglio 1999.

### Versione italiana
La direzione del doppiaggio italiano è a cura di Manlio De Angelis, su dialoghi di Elettra Caporello, per conto della SEFIT-CDC. La sonorizzazione, invece, venne affidata alla Elettronica Sincrostudio.